# Kotuj

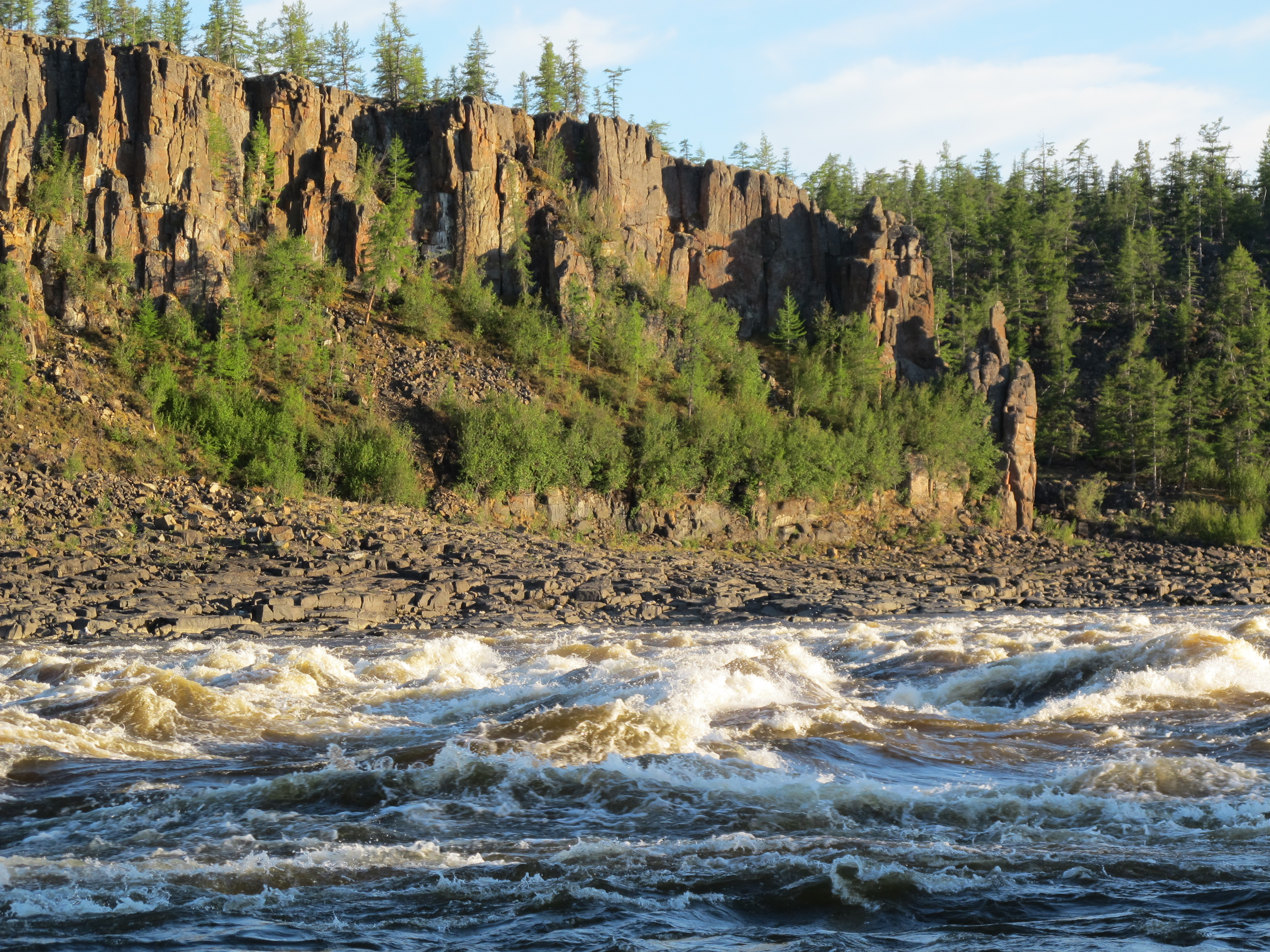
Zuhatag a Kotujon

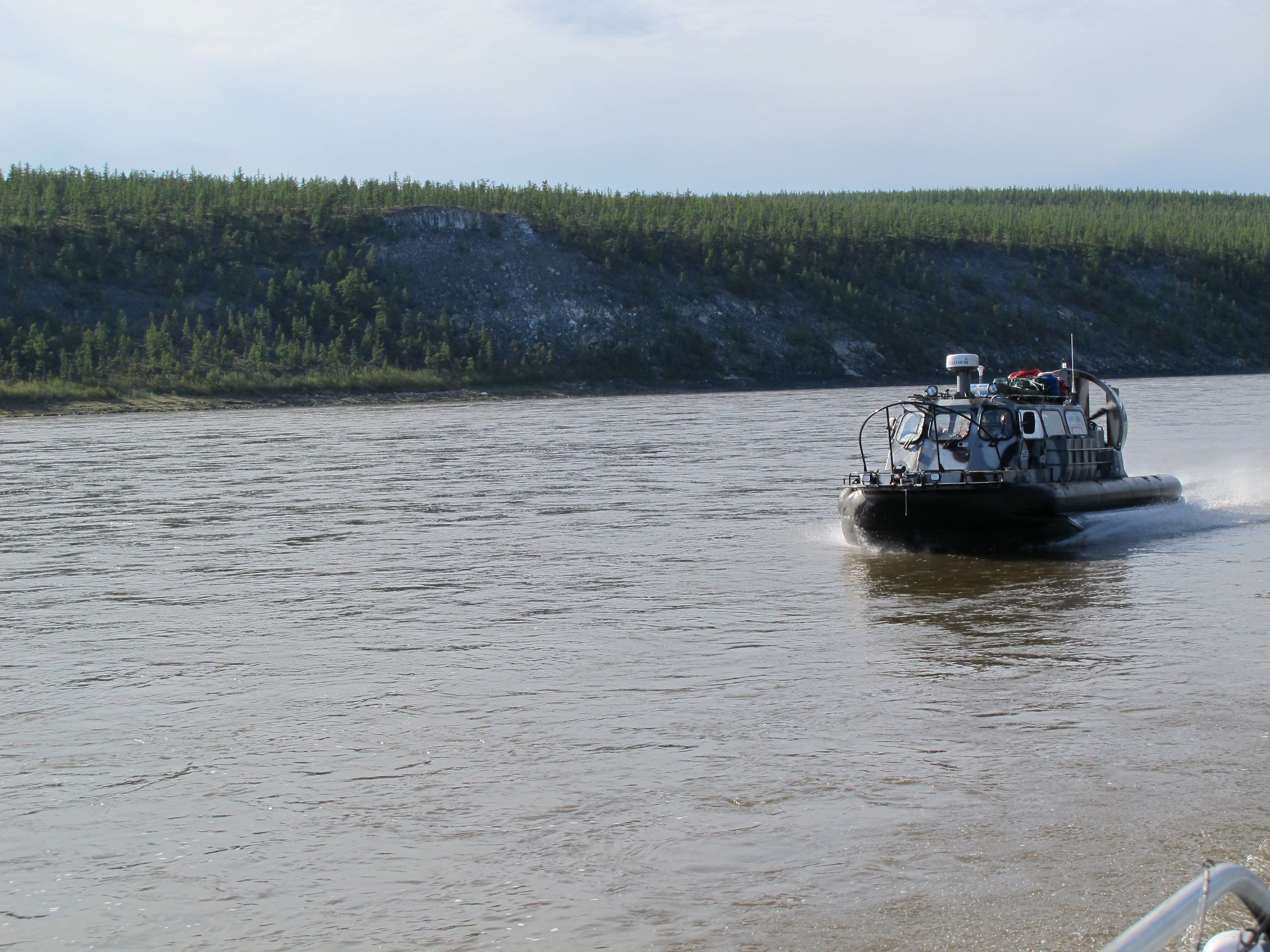
Légpárnás csónak a folyón

A Kotuj (oroszul: Котуй) folyó Közép-Szibériában, Oroszország Krasznojarszki határterületének Evenki- és Tajmiri Dolgan–Nyenyec járásában (2007. január 1. előtt: autonóm körzetében). A Kotuj és a Heta folyó egyesülésével keletkezik a Hatanga.

## Földrajz
Hossza: 1409 km; vízgyűjtő területe: 175 600 km².
Teljes esése 1236 m.
A Putorana-fennsík közepén ered. Kezdetben délkelet felé tart, közben egy hosszú szakaszon keskeny tavat alkot, ez a Harpina-tó. Utána szűk völgyben, továbbra is hegyek között folyik, lejjebb medre ismét kiszélesedik és Gyupkun-tó néven folytatódik. A délről érkező Vojevolihan folyó torkolatánál nagyon éles kanyarral északkelet felé fordul és már alacsonyabban fekvő, szélesebb völgyben folytatja útját. Legnagyobb mellékfolyója, a Mojero torkolata alatt válik igazán bővizű folyóvá. (Korábbi munkák a Mojero és a Heta torkolata közötti folyószakaszt nem a Kotuj, hanem a Hatanga folyó részeként említik.)
Innen a Kotuj a Putorana-fennsík és az Anabar-fennsík nyúlványait elválasztó völgyben halad észak felé, közben fölveszi a Kotujkan folyót, mely az Anabar-fennsík nyugati részének vizeit gyűjti össze. A folyó Kajak településnél ér ki az Észak-szibériai-alföldre és Kreszti település közelében találkozik a Hatanga másik forráságával, a Heta folyóval.
Október elejétől május végéig, június elejéig jég borítja.

### Mellékfolyói
- Jobbról: Mojero (825 km), Kotujkan (447 km), Erijecska.
- Balról: Csangada, Tukalan.